# Offensiv enhet
En offensiv enhet, på engelska First Response Unit, är ett lätt fordon mindre än en traditionell brandbil i räddningstjänsten.
En offensiv enhet bemannas oftast med två brandmän. Huvuddelen av sin arbetstid är dessa två personer ute på olika uppdrag. Det kan vara allt från att instruera tredjeklassare i enklare brandskydd till att hålla i sjukvårdsutbildning för personal på ett företag eller genomföra tillsyn. Genom att enheten finns ute i samhället snarare än på brandstationen sprids räddningstjänstens resurser och tiden till första enhet kommer fram till en olycksplats kan minskas. Vikten av att räddningstjänsten kan vara snabbt på plats kan i många fall vara direkt avgörande för det fortsatta händelseförloppet. 
Själva fordonet kan utformas efter behov. Oftast är en grundförutsättning att det skall kunna köras med B-behörighet och alltså med en totalvikt under 3,5 ton. Räddningsverket har tagit fram ett koncept som man kallar för Bas 5.] Normalt har fordonet något fast monterat släckaggregat, exempelvis skärsläckare, eller system för vattendimma eller högtrycksskum. Utöver släckresurs utrustas bilen utifrån enhetens vardagliga arbetsuppgifter och kommunens risker. Den kan utrustas med brandgasfläktar, klippverktyg, nackkrage, avspärrningsutrustning, sjukvårdsväska, handbrandsläckare, brandpost, filtar etc. 
Enheten är tänkt att kunna hantera endast mycket små insatser på egen hand. I flertalet fall förväntas alltså ytterligare räddningstjänstresurser. Med en enhet bemannad med två personer kan följande åtgärder övervägas:
Trafikolycka:
- Stabilisera nacke och hålla fri luftväg
- Stabilisera fordonet
- Säkra platsen mot brand
- Spärra av
- Förbereda för klippning (skala stolpar, klippa bälten, krossa rutor)

Brand:
- Släcka mindre bränder
- Kyla brandgaser
- Trycksätta angränsande utrymmen
- Förbereda brandpost
- Lägga ut slangsystem

Sjukvård:
- Akut omhändertagande
- Kyla brännskador
- HLR